# Michał Wiłkomirski
Michał Wiłkomirski (ur. 27 lutego 1902 w Moskwie, zm. 13 grudnia 1988 w Warszawie) – polski skrzypek.
Pochodził z rodziny o tradycjach muzycznych. Ojciec Alfred Wiłkomirski był muzykiem. Rodzeństwo Michała – Kazimierz i Maria, przyrodni brat – Józef i przyrodnia siostra – Wanda również byli muzykami. 
Występy rozpoczął w 1910. W latach 1915–1925 grał jako skrzypek w Trio Wiłkomirskich.
W latach 1927–1971 przebywał w Stanach Zjednoczonych, gdzie był wykładowcą na uniwersytetach w Chicago i Houston. W 1966 koncertował w Polsce. Od 1972 na stałe zamieszkał w Polsce.